# Bensonklasse
De Bensonklasse was een klasse van 30 torpedobootjagers gebouwd tussen 1939 en 1943 voor de Amerikaanse marine.
De Bensonklasse was een verbeterde versie van de Simsklasse met twee schoorstenen en een nieuw ingerichte machinekamer, waardoor het schip een grotere kans heeft om een aanval met torpedo te overleven. Door de nieuwe indeling moesten ook de frames versterkt worden. Mede hierdoor steeg de waterverplaatsing met zestig ton. De Bensonklasse was de ruggengraat van de vooroorlogse Neutraliteitspatrouille en deed mee aan vrijwel elke grote campagne tijdens de oorlog.
De Gleavesklasse torpedobootjagers werden volgens vrijwel hetzelfde ontwerp gebouwd als de Bensons. Het enige zichtbare verschil was de vorm van de schoorstenen.

## Schepen
| Naam                           | In dienst         | Uit dienst                                                         |
| ------------------------------ | ----------------- | ------------------------------------------------------------------ |
| USS Benson (DD-421)            | 25 juli 1940      | 18 maart 1946                                                      |
| USS Mayo (DD-422)              | 18 september 1940 | 18 maart 1946                                                      |
| USS Madison (DD-425)           | 6 augustus 1940   | 13 maart 1946 (gezonken als doel 14 oktober 1969)                  |
| USS Lansdale (DD-426)          | 17 september 1940 | 20 april 1944 (gezonken door de Luftwaffe)                         |
| USS Hilary P. Jones (DD-427)   | 6 september 1940  | 6 februari 1947                                                    |
| USS Charles F. Hughes (DD-428) | 6 september 1940  | 18 maart 1946 (gezonken als doel 26 maart 1969)                    |
| USS Laffey (DD-459)            | 31 maart 1942     | 13 november 1942 (gezonken door Japans slagschip)                  |
| USS Woodworth (DD-460)         | 30 april 1942     | 11 april 1946                                                      |
| USS Woodworth (DD-460)         | 21 november 1950  | 14 januari 1951                                                    |
| USS Farenholt (DD-491)         | 2 april 1942      | 26 april 1946                                                      |
| USS Bailey (DD-492)            | 11 mei 1942       | 2 mei 1948 (gezonken als doel 4 november 1969)                     |
| USS Bancroft (DD-598)          | 30 april 1942     | 1 februari 1946                                                    |
| USS Barton (DD-599)            | 29 mei 1942       | 13 november 1942 (gezonken door Japanse torpedo's bij Guadalcanal) |
| USS Boyle (DD-600)             | 15 augustus 1942  | 29 maart 1946 (gezonken als doel 3 mei 1973)                       |
| USS Champlin (DD-601)          | 12 september 1942 | 31 januari 1947                                                    |
| USS Meade (DD-602)             | 22 juni 1942      | 17 juni 1946 (gezonken als doel februari 1973)                     |
| USS Murphy (DD-603)            | 23 juli 1942      | 9 maart 1946                                                       |
| USS Parker (DD-604)            | 31 augustus 1942  | 31 januari 1947                                                    |
| USS Caldwell (DD-605)          | 10 juni 1942      | 24 april 1946                                                      |
| USS Coghlan (DD-606)           | 10 juli 1942      | 31 maart 1947                                                      |
| USS Frazier (DD-607)           | 30 juli 1942      | 15 april 1946                                                      |
| USS Gansevoort (DD-608)        | 25 augustus 1942  | 1 februari 1946 (gezonken als doel 23 maart 1972)                  |
| USS Gillespie (DD-609)         | 18 september 1942 | 17 april 1946 (gezonken als doel 1973)                             |
| USS Hobby (DD-610)             | 18 november 1942  | 1 februari 1946 (gezonken als doel 1 juni 1972)                    |
| USS Kalk (DD-611)              | 17 oktober 1942   | 3 mei 1946 (Gezonken als doel maart 1969)                          |
| USS Kendrick (DD-612)          | 12 september 1942 | 31 maart 1947                                                      |
| USS Laub (DD-613)              | 24 oktober 1942   | 2 februari 1946                                                    |
| USS MacKenzie (DD-614)         | 21 november 1942  | 4 februari 1946 (gezonken als doel 1 juni 1974)                    |
| USS McLanahan (DD-615)         | 19 december 1942  | 2 februari 1946                                                    |
| USS Nields (DD-616)            | 15 januari 1943   | 25 maart 1946                                                      |
| USS Ordronaux (DD-617)         | 13 februari 1943  | januari 1947                                                       |